# Teorías de la élite
En ciencia política y sociología, la teoría de la élite es una teoría del Estado que busca describir y explicar las relaciones de poder en la sociedad contemporánea. La teoría postula que una pequeña minoría, formada por miembros de la élite económica y redes de planificación de políticas, tiene el mayor poder, y este poder es independiente de las elecciones democráticas.

## Planteamientos generales
Vía puestos en corporaciones o juntas corporativas, e influencia sobre redes de planificación de políticas a través del apoyo financiero de fundaciones o posiciones con grupos de expertos o grupos de discusión de políticas, los miembros de la élite ejercen un poder significativo sobre las decisiones corporativas y gubernamentales. Un ejemplo de esta creencia está en el artículo de la revista Forbes (publicado en diciembre de 2009) titulado Las personas más poderosas del mundo, en el que Forbes enumeraba a las 67 personas más poderosas del mundo (asignando una por cada 100.000.000 individuos de la población humana). Las características básicas de esta teoría son que el poder está concentrado, las élites están unificadas, mientras que los que no forman parte de la élite son diversos e impotentes. Los intereses de las élites están unificados debido a orígenes y posiciones comunes y la característica definitoria del poder es la posición institucional.
Incluso cuando grupos enteros están ostensiblemente completamente excluidos de las redes de poder tradicionales del estado (históricamente, sobre la base de criterios arbitrarios como la nobleza, la raza, el género o la religión), la teoría de élite reconoce que con frecuencia se desarrollan grupos "contraélites". Las negociaciones entre estos grupos privados de derechos y el Estado pueden analizarse como negociaciones entre élites y contraélites. Un problema importante, a su vez, es la capacidad de las élites para cooptar contra-élites.
La élite en general se opone al pluralismo, una tradición que supone que todos los individuos, o al menos una multitud de grupos sociales, tienen el mismo poder y se equilibran mutuamente para contribuir a resultados políticos democráticos que representan la voluntad emergente y agregada de la sociedad. La élite argumenta en general que la democracia es una postura utópica, como tradicionalmente se la considera en la tradición conservadora italiana, o que la democracia no es realizable dentro del capitalismo, como es la opinión de la teoría de la élite contemporánea más compatible con el marxismo.

## Teóricos clásicos de la élite

### Vilfredo Pareto
Pareto enfatizó la superioridad psicológica e intelectual de las élites, creyendo que eran los mejores en cualquier campo. Discutió la existencia de dos tipos de elites:
1. Élites gobernantes
2. Élites no gubernamentales

También extendió la idea de que toda una élite puede ser reemplazada por una nueva y cómo uno puede pasar de ser de la élite a no ser de la élite.

### Gaetano Mosca
Mosca enfatizó las características sociológicas y personales de las élites. Dijo que las élites son una minoría organizada y que las masas son una mayoría no organizada. La clase dominante está compuesta por la élite gobernante y las sub-élites. Divide el mundo en dos grupos:
1. La clase dominante
2. La clase que está reglamentada

Mosca afirma que las élites tienen una superioridad intelectual, moral y material que es altamente estimada e influyente.

### Robert Michels
El sociólogo Michels desarrolló la ley de hierro de la oligarquía donde afirma que las organizaciones sociales y políticas son administradas por pocos individuos, y la organización social y la división laboral son claves. Creía que todas las organizaciones eran elitistas y que las élites tienen tres principios básicos que ayudan en la estructura burocrática de la organización política:
1. Necesidad de líderes, personal especializado e instalaciones
2. Utilización de instalaciones por líderes dentro de su organización
3. La importancia de los atributos psicológicos de los líderes

## Teóricos modernos de la élite

### Elmer Eric Schattschneider
Elmer Eric Schattschneider ofreció una fuerte crítica de la teoría política estadounidense del pluralismo: en lugar de un sistema esencialmente democrático en el que muchos intereses competitivos de los ciudadanos están ampliamente representados, si no avanzados, por la misma cantidad de grupos de interés, Schattschneider argumentó que el sistema de presión es parcial a favor de "los miembros más educados y de mayores ingresos de la sociedad", y mostró que "la diferencia entre los que participan en actividades de grupos de interés y los que se mantienen al margen es mucho mayor que entre votantes y no votantes".
En The Semisovereign People, Schattschneider argumentó que el alcance del sistema de presión es realmente bastante pequeño: la "gama de grupos conocidos, identificables y organizados es sorprendentemente estrecha, no hay nada remotamente universal al respecto" y el "sesgo empresarial o de la clase alta" del sistema de grupos de presión aparece en todas partes". Dice que "la noción de que el sistema de grupos de presión es automáticamente representativo de toda la comunidad es un mito" y, en cambio, "el sistema está sesgado, cargado y desequilibrado a favor de una fracción de una minoría".

### C. Wright Mills
Mills publicó su libro The Power Elite en 1956, reclamando una nueva perspectiva sociológica sobre los sistemas de poder en los Estados Unidos. Identificó un triunvirato de grupos de poder -políticos, económicos y militares- que forman un cuerpo de poder distinguible, aunque no unificado, en los Estados Unidos.
Mills propuso que este grupo se había generado a través de un proceso de racionalización en funcionamiento en todas las sociedades industriales avanzadas, mediante el cual los mecanismos de poder se concentraron, canalizando el control general hacia las manos de un grupo limitado y algo corrupto. Esto reflejó un declive de la política como arena para el debate y la relegación a un nivel meramente formal de discurso. Este análisis a escala macro buscaba señalar la degradación de la democracia en sociedades "avanzadas" y el hecho de que el poder en general se encuentra fuera de los límites de los representantes elegidos.
Una influencia principal para el estudio fue el libro de Franz Leopold Neumann, Behemoth: La estructura y la práctica del nacionalsocialismo, 1933-1944, un estudio de cómo el nazismo llegó al poder en el estado democrático alemán. Proporcionó las herramientas para analizar la estructura de un sistema político y sirvió como una advertencia de lo que podría suceder en una democracia capitalista moderna.

### Floyd Hunter
El análisis de la teoría de la élite del poder también se aplicó a escala micro en estudios de poder comunitario como el de Floyd Hunter (1953). Hunter examinó en detalle el poder de las relaciones evidentes en su "ciudad regional" en busca de los titulares "reales" de poder en lugar de aquellos en puestos oficiales obvios. Postuló un enfoque estructural-funcional que mapeó las jerarquías y las redes de interconexión dentro de las relaciones de poder de la ciudad entre empresarios, políticos, clérigos, etc. Se promovió el estudio para desacreditar los conceptos actuales de cualquier "democracia" presente dentro de la política urbana y reafirmar el argumentos para una verdadera democracia representativa.
Este tipo de análisis también se usó en estudios posteriores, a mayor escala, como el llevado a cabo por M. Schwartz para examinar las estructuras de poder dentro de la esfera de la élite corporativa en los Estados Unidos.

### G. William Domhoff
En su controvertido libro Who Rules America ?, G. William Domhoff investigó las redes de procesos de toma de decisiones locales y nacionales que buscan ilustrar la estructura de poder en los Estados Unidos. Afirma, al igual que Hunter, que una élite que posee y administra grandes propiedades productoras de ingresos (como bancos y corporaciones) domina política y económicamente la estructura de poder estadounidense.

### James Burnham
Uno de los primeros trabajos de Burnham, La Revolución Gerencial buscó expresar el movimiento de todo el poder funcional en manos de los gerentes en lugar de los políticos o los hombres de negocios, separando la propiedad y el control. Muchas de estas ideas fueron adaptadas por los paleoconservadores Samuel T. Francis y Paul Gottfried en sus teorías sobre el estado gerencial. Burnham describió sus pensamientos sobre la teoría de élite más específicamente en su libro, The Machiavellians, que trata, entre otros, de Pareto, Mosca y Michels. Burnham intenta un análisis científico de las élites y la política en general.

### Robert D. Putnam
Putnam vio el desarrollo de conocimiento técnico y exclusivo entre los administradores y otros grupos de especialistas como un mecanismo que quita el poder del proceso democrático y lo desliza a los asesores y especialistas que influyen en el proceso de decisión.
   "Si las figuras dominantes de los últimos cien años han sido el empresario y el ejecutivo industrial, los 'hombres nuevos' son los científicos, los matemáticos, los economistas y los ingenieros de la nueva tecnología intelectual".

### Thomas R. Dye
Dye en su libro Top Down Policymaking, argumenta que las políticas públicas de los Estados Unidos no son el resultado de las "demandas del pueblo", sino del consenso de la élite hallado en las fundaciones sin fines de lucro con sede en Washington D. C., grupos de expertos, grupos de intereses especiales, e importantes grupos de presión y bufetes de abogados. La tesis de Dye se amplía aún más en sus obras: La ironía de la democracia, La política en Estados Unidos, La comprensión de las políticas públicas y Quién está corriendo en América.

### George A. Gonzalez
En su libro Corporate Power and the Environment, George A. González escribe sobre el poder de las elites económicas de EE. UU. Para diseñar la política ambiental en beneficio propio. En The Politics of Air Pollution escribe sobre crecimiento urbano, modernización ecológica e inclusión simbólica y también sobre expansión urbana, calentamiento global e imperio del capital. González emplea la teoría de la élite para explicar la interrelación entre la política ambiental y la expansión urbana en América. Su trabajo más reciente, Energía e Imperio: La Política de la Energía Nuclear y Solar en los Estados Unidos demuestra que las élites económicas vinculan su defensa de la opción de la energía nuclear con los objetivos de la política exterior estadounidense de 1945, mientras que al mismo tiempo estas élites se opusieron al apoyo del gobierno a otras formas de energía, como la solar, que no puede ser dominada por una nación.
Ver también: calentamiento global

### Ralf Dahrendorf
En su libro Reflections on the Revolution in Europe, Ralf Dahrendorf afirma que, debido al nivel avanzado de competencia requerido para la actividad política, un partido político tiende a convertirse, en realidad, en un proveedor de "servicios políticos", es decir, el administrador de oficinas públicas locales y gubernamentales. Durante la campaña electoral, cada parte trata de convencer a los votantes que es la más adecuada para administrar el negocio estatal. La consecuencia lógica sería reconocer este carácter y registrar abiertamente a las partes como empresas proveedoras de servicios. De esta manera, la clase gobernante incluiría a los miembros y asociados de compañías legalmente reconocidas y la "clase que está gobernada" seleccionaría por elección a la compañía de administración estatal que mejor se ajustara a sus intereses.

### Martin Gilens y Benjamín I. Page
En sus análisis estadístico de 1.779 cuestiones de política los profesores Martin Gilens y Benjamín Page han encontrado que "las élites económicas y los grupos organizados que representan a las empresas 
tienen un sustancial impacto independiente sobre la política del gobierno de EE. UU., mientras que la media de los ciudadanos y de las masas basadas en los grupos de interés tienen poca o ninguna influencia".

### Thomas Ferguson
La Teoría de la inversión de la competencia entre partidos políticos del politólogo Thomas Ferguson puede considerarse una teoría de la élite. Expuesta más extensamente en su libro de 1995 La regla de oro: la teoría de inversión de la competencia de partidos y la lógica de los sistemas políticos impulsados por el dinero, la teoría comienza señalando que en los sistemas políticos modernos el costo de adquirir conciencia política es tan grande que ningún ciudadano puede permitírselo. Como consecuencia, estos sistemas tienden a estar dominados por aquellos que pueden, generalmente las élites y las corporaciones. Estas élites luego buscan influir en la política mediante la "inversión" en los partidos o las políticas que apoyan a través de contribuciones políticas y otros medios, como el respaldo de los medios.